# Ossiemia
Il termine ossiemia indica la percentuale di ossigeno disciolta nel sangue e si può misurare con l'emogasanalisi arteriosa, che esprime un valore di pressione arteriosa di ossigeno (PaO2) in mmHg.
Viene definita ipossiemia una PaO2 minore di 60 mmHg. Le cause possono essere a carico dell'apparato respiratorio oppure a carico dell'apparato cardiaco o di entrambi.